# THE LOTUS
THE LOTUS（ザ ロータス）は、日本のアダルトゲームブランドである。
F&C企画局局長を務めていた金杉はじめが立ち上げ、プロデューサーを兼務。ゲーム作りの新しい方法を実行するため立ち上げた新ブランドとしているが、スタッフにはかつてF&Cに所属していた者も含まれる。制作専門のブランドとし、営業活動はF&Cやその系列販売会社であるシャルラクプラスが行っていた。
第1作『空色の風琴』はF&Cの支援を受け大々的な告知展開が行われたが、当初の発売日を目前にした2002年11月に発売延期となった。理由はシナリオライターの体調不良とされる。その後新発売日が設定され、2004年3月26日に発売となった。
当ブランドとしては、上記『空色の風琴』が最初で最後のゲームタイトルとなった。法人としての有限会社ロータス（Lotus inc.）はその後も存続し、金杉はじめがF&Cグループの一切の役職を辞して立ち上げた新ブランド・DIVAの主宰企業となる（DIVAは販売会社がホビボックスとなり、メディ倫の審査となった）。

## 作品一覧
- 2004年3月26日 - 空色の風琴